# Crésus (jeu télévisé)
Pour les articles homonymes, voir Crésus (homonymie).
 (juillet 2015).
Crésus est un jeu télévisé français adapté du jeu argentin El Legado et présenté par Vincent Lagaf' et diffusé chaque soir à 18 h sur TF1 du 4 juillet 2005 au 1er septembre 2006. Le squelette Crésus, personnage en images de synthèse assistant Lagaf', est joué par Gilles Vautier.

## Historique
Ce jeu est une adaptation réalisée par Hervé Hubert, déjà producteur du Bigdil et de Attention à la marche, à partir de l'émission argentine El Legado diffusée sur Telefe, également adaptée sur la Rai Uno, la première chaîne de télévision publique italienne, sous le titre L'eredità. À l'origine, le titre prévu était Riche comme Crésus.
Le jeu a connu deux saisons sur TF1, soit près de 200 émissions :
- du lundi au vendredi à 18 h du 4 juillet au 2 septembre 2005 (45 émissions)
- du lundi au vendredi à 18 h 20 du 2 janvier au 2 juin 2006, puis à 18 h 5 du 5 juin au 4 août 2006, puis à 18 h 25 du 7 août au 1er septembre 2006 (173 émissions).

La première saison en 2005 est un succès et, contrairement à ce qui était prévu, le jeu revient en janvier 2006 et, les audiences étant correctes, se maintient à l'antenne jusqu'à l'arrivée de Star Academy en septembre suivant. Pour janvier 2007, un retour de Crésus est envisagé ; 1 contre 100 (qui prendra finalement la place de Crésus en janvier) est également proposé à Lagaf' ; mais l'animateur ne souhaite plus animer de quiz.
En 2010, Jean-Luc Reichmann avec Endemol, propriétaire du concept, décide de faire une nouvelle adaptation de ce jeu appelé Les 12 Coups de Midi.

## Principe du jeu
Cinq candidats prennent part à l'héritage avec un capital initial de 50 000 €. Ils doivent passer des manches qui correspondent chacun à un type de jeu différent. Les candidats répondent tour à tour à des questions de culture générale jusqu'à ce que l'un d'entre eux accumule deux erreurs et désigne l'un de ses deux adversaires pour un duel. Une question est alors posée au joueur mis en ballotage, auquel il doit répondre pour prendre le capital de son adversaire en héritage. Le finaliste doit répondre à un questionnaire à choix multiples pour remporter le montant total de l'héritage qui est de 200 000 €.

## Déroulement du jeu

### 1remanche: L'une ou l'autre (sessions 1 et 3) - La réponse masquée (session 2)
Le candidat a 7 secondes pour répondre à une question, en choisissant entre une première proposition et une seconde proposition qui est masquée. En cas de mauvaise réponse ou s'il ne répond pas dans le délai imposé, le candidat se prend un "camembert". Le premier à accumuler deux "camemberts" doit défier un de ses adversaires en duel.
Lorsque la réponse masquée n'est pas la bonne réponse, c'est le plus souvent une réponse dérisoire n'ayant aucun rapport avec le domaine de la question, afin de faire piéger le candidat en cas de doute.

### 2emanche

#### La patate chaude (session 1) - Le cadeau empoisonné (session 2)
Le candidat se voit proposer trois réponses, sans question. Il peut ensuite choisir de regarder la question et d'y répondre, et en cas d'erreur, recevoir un "camembert", ou bien passer la question à un adversaire de son choix, qui est alors obligé d'y répondre. Si le candidat choisi se trompe, il prend un "camembert", mais s'il donne la bonne réponse, c'est le joueur l'ayant désigné qui reçoit un "camembert".
Parfois, deux des trois réponses proposées n'ont aucun rapport avec le domaine de la question posée, pour piéger un candidat qui passerait la question à un adversaire.

#### Ça passe ou ça casse (session 3)
Le candidat se voit poser une question ouverte, à laquelle il doit tout simplement donner la bonne réponse, sans propositions. En cas de mauvaise réponse, le candidat se prend un "camembert". Le premier à accumuler deux "camemberts" doit défier un de ses adversaires en duel.

### 3emanche: La décharge électrique (sessions 1 et 3) - La mort subite (session 2)
Une liste de 10 réponses est donnée, et les candidats doivent répondre à la question concernant ces réponses. Cependant, il y a un intrus. Lorsque toutes les réponses ont été citées, une autre liste de réponses est alors annoncée pour une nouvelle question. Au contraire des deux premières manches, celui qui tombe sur l'intrus se prend les deux "camemberts" d'un seul coup et affronte directement un de ses adversaires pour le dernier duel.

### Le duel
À la fin de chaque manche, le candidat le moins performant doit défier un de ses adversaires en duel. Ce dernier choisit entre trois questions (nommées A, B et C) dont le niveau (facile, moyen, difficile) ne sera révélé qu'après le choix (dès la session 2). La question est ensuite révélée avec 3 propositions de réponse. Si le candidat défié répond correctement, il reçoit le capital de l'adversaire l'ayant désigné et l'élimine. Dans le cas contraire, c'est l'adversaire mis en ballotage qui quitte le jeu et donne alors son capital au candidat l'ayant désigné.

### La demi-finale
Les deux candidats restants disposent de 70 secondes chacun pour répondre à des questions avec 3 propositions de réponse. La première question est posée au candidat qui a le capital le moins élevé. En cas de bonne réponse, son chronomètre s'arrête et c'est au suivant de répondre. En cas de mauvaise réponse, une autre question lui est alors posée, et tant qu'il n'aura pas donné la moindre bonne réponse, il continuera de répondre et son temps de s'écouler. Le premier joueur arrivant à 0 secondes est éliminé. Le dernier restant en jeu se qualifie pour la finale.
Contrairement aux trois premières manches et à la finale, les candidats ne peuvent pas lire les questions. Toutefois, ils ne sont pas obligés d'attendre que l'animateur ait terminé d'énoncer la question et les propositions pour répondre : si un candidat interrompt l'animateur, celui-ci valide ou invalide la réponse immédiatement.
À noter que depuis la fin de la deuxième session, les demi-finalistes doivent désormais attendre impérativement l'énoncé des 3 propositions avant de répondre à leurs questions.
Si le capital temps d'un candidat passe en dessous de 3 secondes et qu'il donne une bonne réponse,  il entre dans la "zone rouge", et Vincent Lagaf' ne lui posera plus de questions. Il suffira alors que son adversaire donne une bonne réponse pour gagner la demi-finale. Cependant, si lui aussi passe en dessous des 3 secondes et donne une bonne réponse, c'est celui qui sera le plus proche de zéro qui aura perdu.

### La finale

#### Sessions 1 et 2
Le finaliste doit répondre correctement aux 5 questions pour tenter de remporter sa cagnotte. Chaque question comporte 5 propositions de réponses. Aucune limite de temps n'est imposée. Pour les trois premières questions, si la première réponse est fausse, il peut en proposer une seconde ; dans ce cas, la deuxième réponse n'était vérifiée qu'en fin de jeu. Pour les deux dernières questions, le candidat ne peut proposer qu'une seule réponse et celle-ci n'est également vérifiée qu'en fin de jeu.
Si le candidat donne 5 bonnes réponses, il remporte l'intégralité de la cagnotte qu'il a accumulé durant l'émission. S'il donne 4 bonnes réponses, il remporte 2 000 € et revient tenter sa chance le lendemain. S'il donne 3 bonnes réponses ou moins, il ne remporte rien.

#### Session 3
Le finaliste doit répondre correctement aux 5 questions pour tenter de remporter sa cagnotte. Chaque question comporte 5 propositions de réponses. Aucune limite de temps n'est imposée. Il dispose de trois jokers, qui lui permettent de sélectionner une seconde réponse si la première est erronée. Attention, un joker divise par deux la cagnotte du candidat.
| Jokers utilisés | Le candidat n'a gagné aucun duel | Le candidat a subtilisé 50 000 € à ses adversaires | Le candidat a subtilisé 100 000 € à ses adversaires | Le candidat a subtilisé 150 000 € à ses adversaires |
| --------------- | -------------------------------- | -------------------------------------------------- | --------------------------------------------------- | --------------------------------------------------- |
| 0               | 50 000 €                         | 100 000 €                                          | 150 000 €                                           | 200 000 €                                           |
| 1               | 25 000 €                         | 50 000 €                                           | 75 000 €                                            | 100 000 €                                           |
| 2               | 12 500 €                         | 25 000 €                                           | 37 500 €                                            | 50 000 €                                            |
| 3               | 6 250 €                          | 12 500 €                                           | 18 750 €                                            | 25 000 €                                            |

Le gain maximal de 200 000 € n'a été remporté que par une seule candidate.